# Château de la Grange (Charente)
Pour les articles homonymes, voir Château de la Grange (homonymie).
Le château de la Grange est un château situé dans la commune de Rouffiac, dans le département de la Charente en région Nouvelle-Aquitaine.

## Localisation
Le château est situé au lieu-dit la Grange, au sud du bourg de Rouffiac, près de Chalais. Il est situé à 43 kilomètres au sud d'Angoulême, à 70 kilomètres au nord-est de Bordeaux, et à 51 kilomètres à l'ouest de Périgueux.

## Historique
Célestin Bonin était un inspecteur de police de la préfecture de police de Paris  qui fut mis à la disposition de l'Empire ottoman, comme expert, à partir de 1884. Il reçut le titre de pacha qui était dans l'Empire ottoman un titre de noblesse de haut rang. Il modernisa et réforma la police de Constantinople en profondeur jusqu'à sa démission en 1900 pour des raisons de santé. À son retour, il conçut et fit construire le château de la Grange, à Rouffiac, sa commune natale.

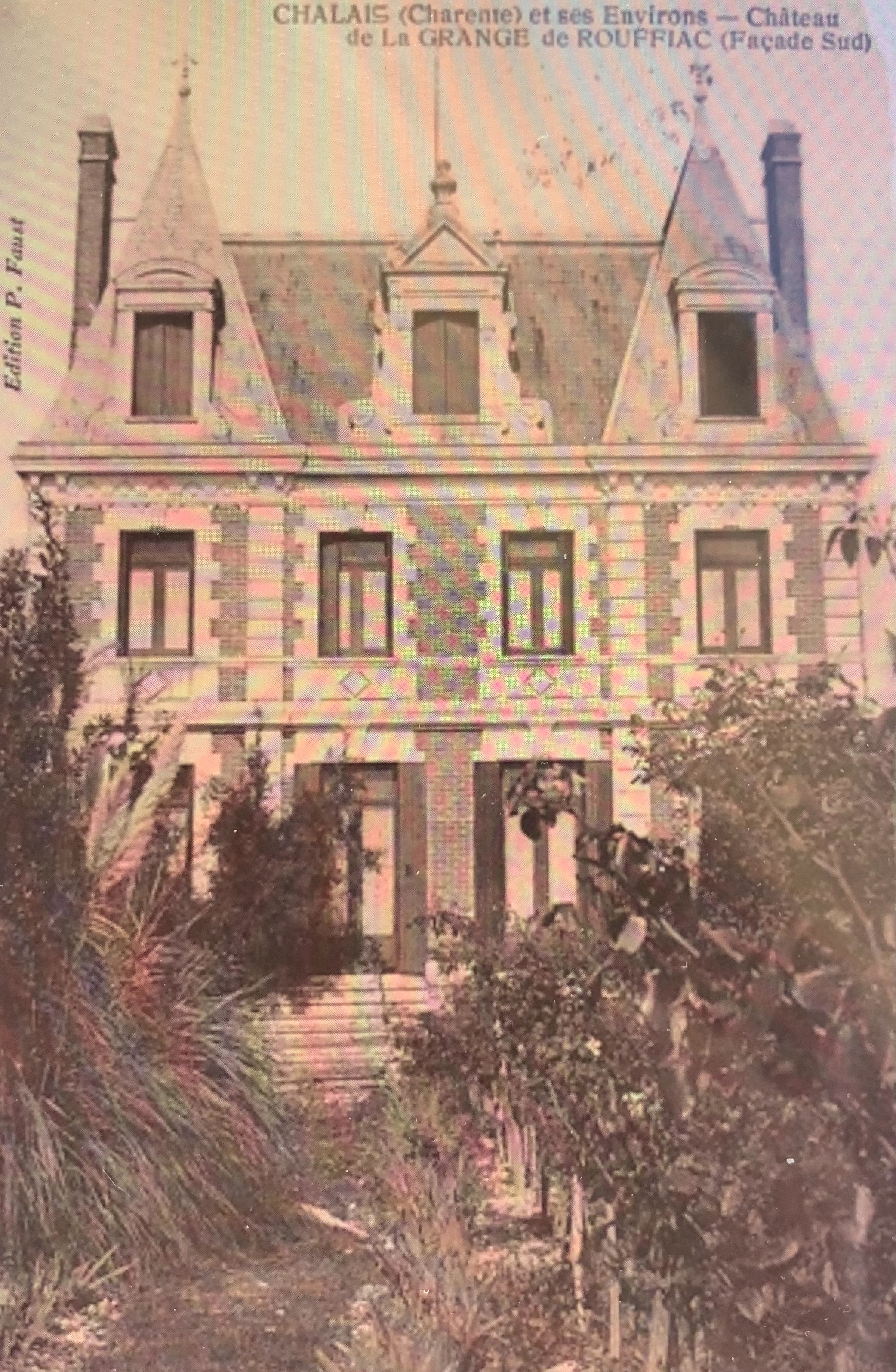
Carte postale ancienne de 1913 du château de la Grange.

## Architecture
Il s'agit d'une construction en brique et pierre avec une toiture en ardoise de style néo-Louis XIII. Le propriétaire et architecte du château  était Célestin Bonin. La bâtisse principale, de forme carrée, supporte une superficie de 305 m2 répartis sur trois niveaux d'habitation. Elle est positionnée au centre d'un parc de 1,034 hectare comportant plusieurs arbres centenaires.

## Galerie

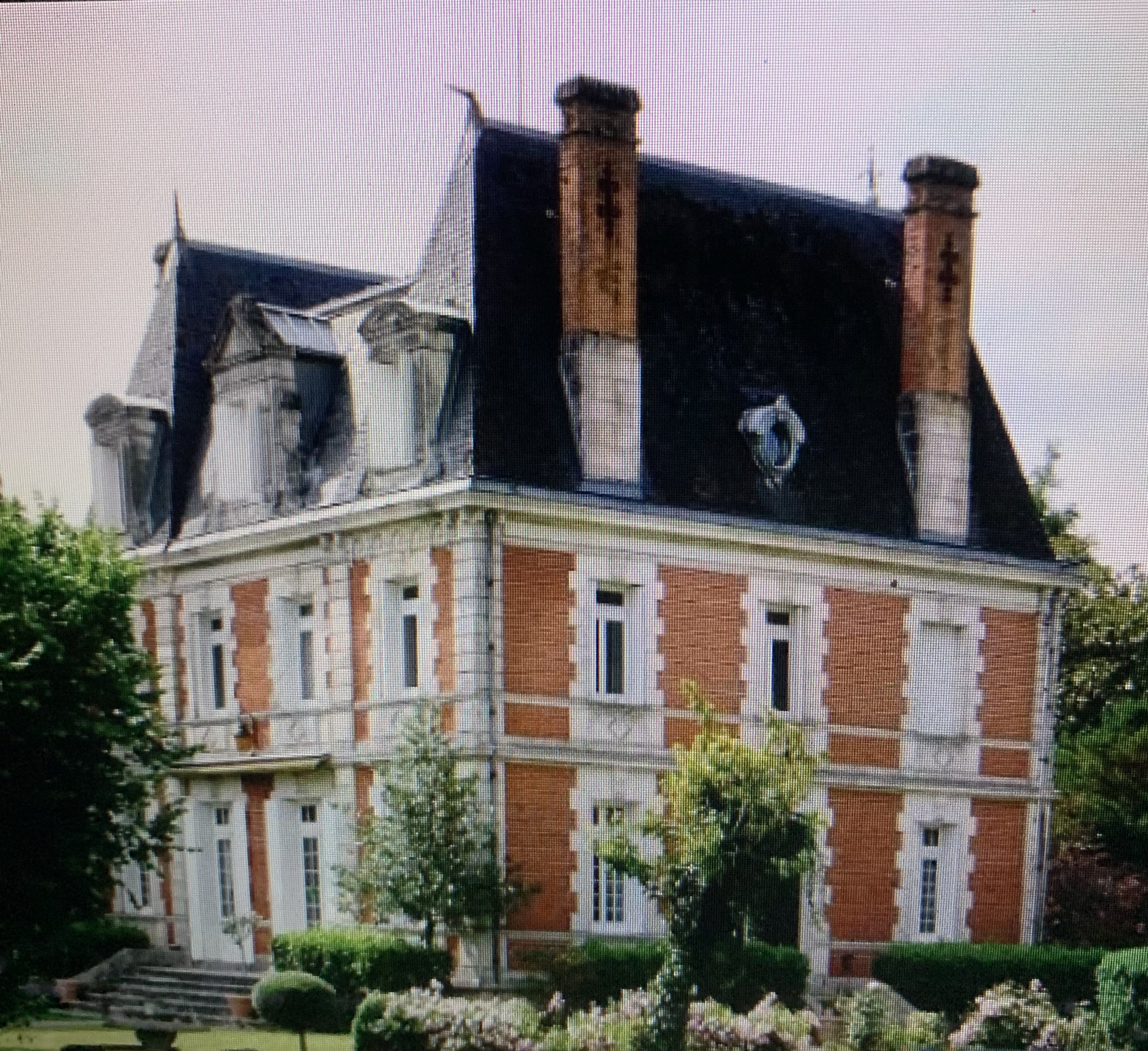
Château vu depuis le parc.
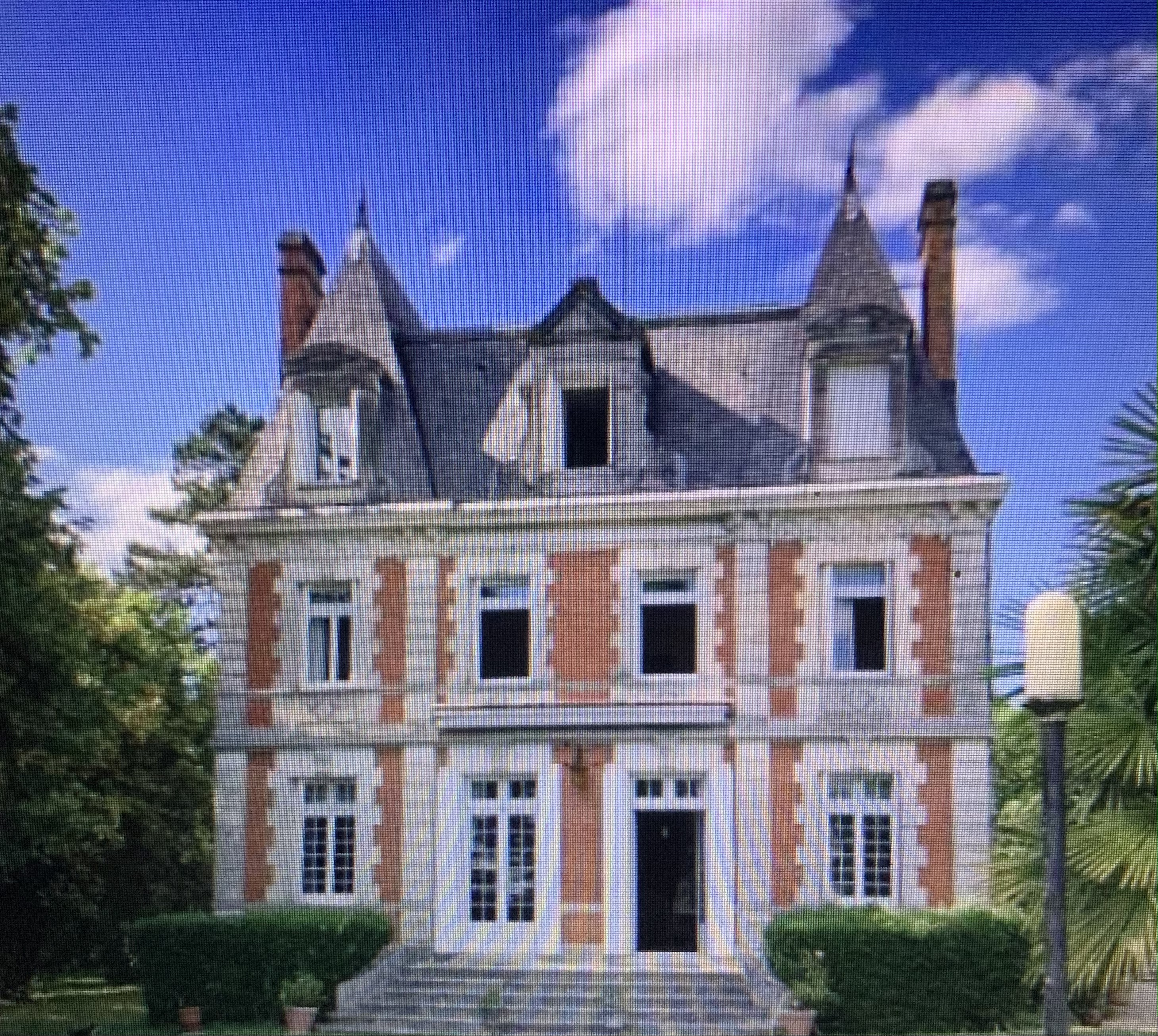
Façade sud du château.
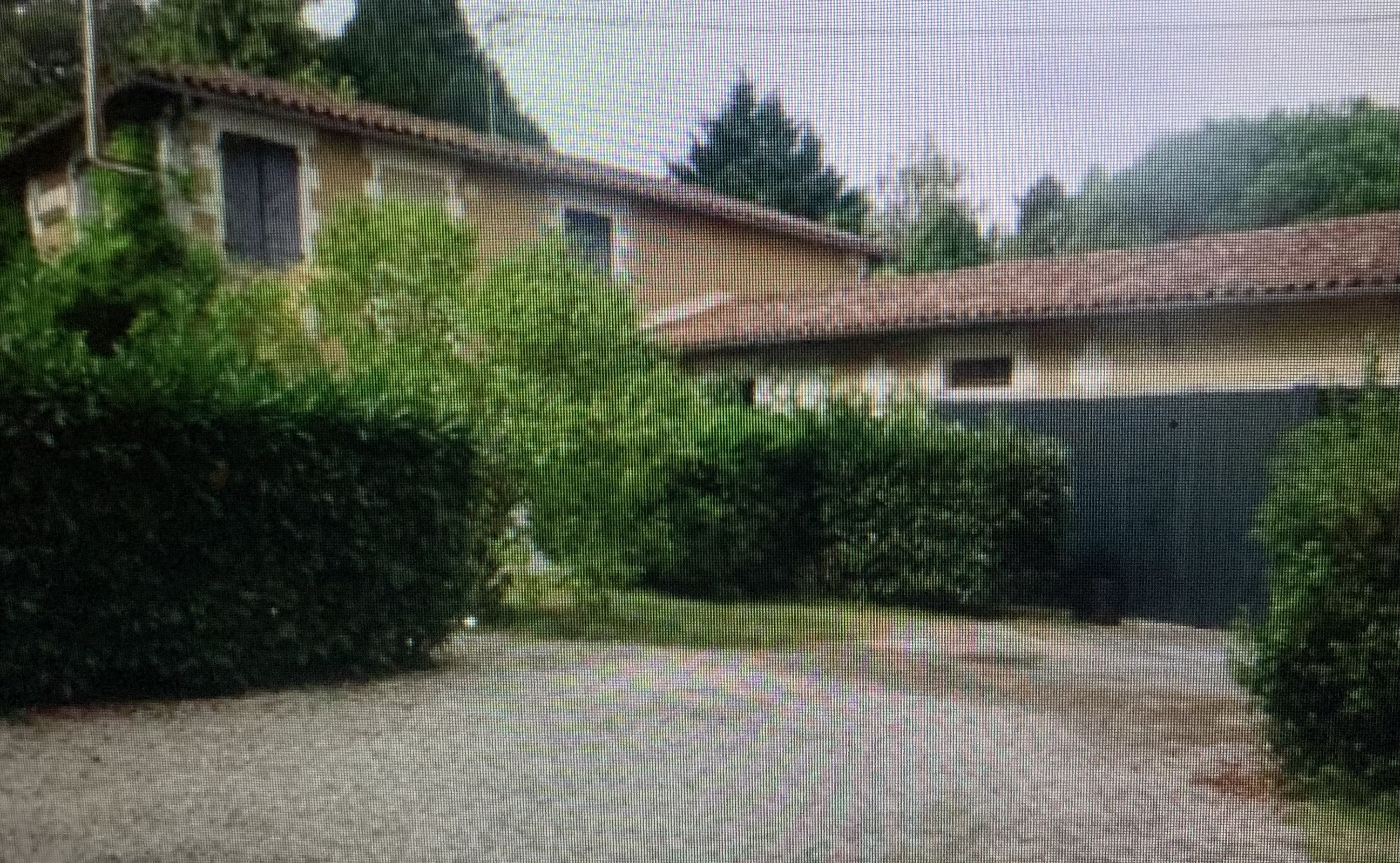
Dépendances du château.